# Errigoiti
Errigoiti város Spanyolországban,  Bizkaia tartományban. Errigoiti Gernika-Lumo, Muxika, Morga, Arrieta, Busturia, Murueta és Forua községekkel határos. Lakosainak száma 511 fő (2024).

## Népesség
A település népessége az utóbbi években az alábbiak szerint változott:
| Lakosok száma | 476  | 484  | 511  | 513  | 537  | 520  | 502  | 479  | 504  | 511  |
|               | 2001 | 2004 | 2007 | 2009 | 2012 | 2014 | 2017 | 2019 | 2022 | 2024 |